# Les Farges
Les Farges település Franciaországban, Dordogne megyében. Lakosainak száma 308 fő (2022. január 1.). Les Farges Le Lardin-Saint-Lazare, Aubas, La Bachellerie és Condat-sur-Vézère községekkel határos.

## Népesség
A település népességének változása:
| Lakosok száma | 151  | 180  | 228  | 314  | 324  | 317  | 319  | 316  | 310  | 308  |
|               | 1968 | 1982 | 1990 | 2006 | 2013 | 2015 | 2017 | 2019 | 2020 | 2022 |